# كيارا أوريليا
كيارا أوريليا دي براكونير دالفين (بالإنجليزية: Chiara Aurelia de Braconier d'Alphen)‏، هي ممثلة أمريكية، ولدت في 13 سبتمبر 2002 في تاوس، نيومكسيكو.

## روابط خارجية
- كيارا أوريليا على موقع IMDb (الإنجليزية)
- كيارا أوريليا على موقع ميتاكريتيك (الإنجليزية)
- كيارا أوريليا على موقع روتن توميتوز (الإنجليزية)
- كيارا أوريليا على موقع قاعدة بيانات الأفلام العربية
- كيارا أوريليا على موقع ألو سيني (الفرنسية)
- كيارا أوريليا على موقع أول موفي (الإنجليزية)
- كيارا أوريليا على موقع قاعدة بيانات الفيلم (الإنجليزية)
- كيارا أوريليا على موقع كينوبويسك (الروسية)